# Eye On It
| Оценки критиков         | Оценки критиков |
| Источник                | Оценка          |
| ----------------------- | --------------- |
| About.com               | [ 1 ]           |
| AllMusic                | [ 2 ]           |
| CCM Magazine            | [ 3 ]           |
| Christianity Today      | [ 4 ]           |
| The Christian Manifesto | [ 5 ]           |
| Cross Rhythms           | [ 6 ]           |
| Indie Vision Music      | [ 7 ]           |
| Jesus Freak Hideout     | ·               |
| Louder Than the Music   | [ 9 ]           |
| New Release Tuesday     | [ 10 ]          |

Eye On It — шестой студийный альбом американского исполнителя современной христианской музыки певца Тобимака, вышедший 28 августа 2012 года на лейбле ForeFront. Продюсером были TobyMac, David Garcia, Christopher Stevens, Jamie Moore, Telemitry.
Диск Тобимака возглавил американский хит-парад Billboard 200 (впервые в карьере) и чарт христианской музыки Christian Albums (в 3-й раз в его карьере), а также получил номинацию и выиграл премию Грэмми в категории За лучший альбом современной христианской музыки (2013).

## Об альбоме
Альбом получил положительные отзывы музыкальных критиков. Сингл Me Without You достиг № 1 в чарте христианской музыки Christian Songs (Billboard).
На 55-й церемонии «Грэмми» альбом получил номинацию и в итоге выиграл музыкальную премию в категории За лучший альбом современной христианской музыки. Также диск выиграл две награды GMA Dove Award в категориях «Альбом года в жанре современный христианский поп (Pop/ Contemporary Album of the Year)» и «Лучшее оформление альбома (Recorded Music Packaging of the Year)» на церемонии 44-й церемонии GMA Dove Awards (2013). 
Eye On It дебютировал на № 1 в общенациональном хит-параде США Billboard 200, став только 3-м в истории чарттоппером среди христианских альбомов. Вторым диском христианской музыки на № 1 был альбом LeAnn Rimes' «You Light Up My Life — Inspirational Songs» (1997, на 3 недели во главе чарта). А за несколько месяцев до этого первым в истории христианской музыки чарттоппером в США стал альбом Bob Carlisle' «Butterfly Kisses (Shades of Grace)» (две недели № 1 в июне и июле 1997 года).

## Список композиций
| №                   | Название                                               | Автор(ы)                                         | Producer(s)                    | Длительность |
| ------------------- | ------------------------------------------------------ | ------------------------------------------------ | ------------------------------ | ------------ |
| 1.                  | «Me Without You»                                       | Toby McKeehan, David Garcia, Christopher Stevens | David Garcia, Toby McKeehan    | 3:35         |
| 2.                  | «Steal My Show»                                        | McKeehan, Stevens, Brandon Heath                 | Christopher Stevens, McKeehan  | 3:32         |
| 3.                  | «Eye on It» (with Britt Nicole)                        | McKeehan, Stevens, Mike Woods                    | Stevens, McKeehan              | 3:09         |
| 4.                  | «Forgiveness» (featuring Lecrae & Nirva Ready)         | McKeehan, Garcia, Lecrae Moore                   | Garcia, McKeehan               | 4:16         |
| 5.                  | «Speak Life»                                           | McKeehan, Jamie Moore, Ryan Stevenson            | Jamie Moore, Stevens, McKeehan | 3:26         |
| 6.                  | «Unstoppable» (featuring Blanca Reyes of Group 1 Crew) | McKeehan, Garcia, Stevens                        | Garcia, Stevens, McKeehan      | 3:48         |
| 7.                  | «Lose Myself»                                          | McKeehan, Garcia, Stevens                        | Garcia, McKeehan               | 4:14         |
| 8.                  | «Family»                                               | McKeehan, Cary Barlowe, J. Moore                 | Moore, McKeehan                | 3:42         |
| 9.                  | «Thankful for You» (with Byron "Mr. Talkbox" Chambers) | McKeehan, Garcia, Stevens                        | Stevens, McKeehan              | 4:04         |
| 10.                 | «Made for Me»                                          | McKeehan, Stevens                                | Stevens, McKeehan              | 3:42         |
| 11.                 | «Mac Daddy (Tru's Reality)»                            | McKeehan, Jesse Frasure                          | Telemitry, McKeehan            | 2:41         |
| 12.                 | «Favorite Song» (featuring Jamie Grace)                | McKeehan, Garcia, Stevens, Ryan Edgar            | Stevens, McKeehan              | 3:55         |
| Общая длительность: | Общая длительность:                                    | Общая длительность:                              | Общая длительность:            | 43:54        |

## Позиции в чартах
| Чарт (2012)                       | Высшая позиция |
| --------------------------------- | -------------- |
| Canadian Albums Chart             | 15             |
| US Billboard 200                  | 1              |
| US Billboard Top Christian Albums | 1              |
| US Billboard Top Digital Albums   | 1              |